# Мэфлин, Курт
Курт Мэ́флин (англ. Kurt Maflin; род. 8 августа 1983 года) — норвежский профессиональный игрок в снукер. Родился в Люишеме, районе на юго-востоке Лондона, но в данное время он живёт и выступает за Норвегию. Считается самым успешным норвежским снукеристом.

## Карьера
В 2006 году Мэфлин выиграл чемпионат мира среди любителей, переиграв в 1/2 Аттасита Махитхи со счётом 8:4, а финале Дэниела Уорда, 11:8. По ходу чемпионата он последовательно выиграл 15 матчей.
Курт начал играть в снукер в четыре года, а в пятилетнем возрасте сделал брейк в 25 очков. Будучи великолепным юниором, он в составе детской английской сборной победил на серьёзном турнире — Home International series. В 14 лет Курт был приглашён на благотворительный турнир Liverpool Victoria Charity Challenge. Там он сыграл со знаменитым Деннисом Тейлором.
В 2000 году Мэфлин стал первым, кому удавалось защитить титул чемпиона Англии в категории до 17 лет (предыдущий он выиграл год назад в возрасте 16 лет).
Мэфлин также дважды появлялся на телешоу канала BBC-1 под названием «Junior Big Break: Stars of the Future» в 1997 и 1998 годах.
В 2001 году Мэфлин вышел в финал чемпионата Европы в Риге и после этого впервые получил право играть в мэйн-туре. Примечательно, что он стал одним из самых юных дебютантов тура. Но уже на следующий сезон он покинул его, и возвратился к серьёзным соревнованиям лишь в 2006. Тогда он сыграл в серии матчей PIOS и занял 1-е место, снова оставив за собой право играть в мэйн-туре на следующий сезон. В 2007 году Курт имел блестящую возможность попасть на престижный турнир Мастерс, но в матче за путёвку туда проиграл ангичанину Барри Хокинсу.
В начале 2010 года Мэфлин попал в автокатастрофу и был вынужден играть с металлической пластиной в плече. В мае Мэфлин, обыграв в финале турнира EBSA International Play Off, проходившего в Бухаресте, со счётом 5:2 ещё одного «экс-профи», мальтийца Алекса Борга, завоевал путёвку в мэйн-тур на сезон 2010/11. В июне, на 1-м этапе Players Tour Championship Мэфлин сделал 147.
В 2011 году Мэфлин вышел в 1/16 финала China Open, что является одним из его лучших достижений в карьере. Он мог пройти и в 1/8, но, лидируя в матче против Дин Цзюньхуэя 4:1, проиграл все оставшиеся фреймы.

## Личная жизнь
Женат на Аните Риззути, также играющей в снукер и являющейся на данный момент лучшей снукеристкой Норвегии. У них двое детей.

## Финалы турниров

### Финалы НЕ Рейтинговых турниров: 1 (1 победа, 0 поражения)
| Результат  | №  | Год  | Соревнование                       | Соперник в финале | Счёт |
| ---------- | -- | ---- | ---------------------------------- | ----------------- | ---- |
| Победитель | 1. | 2003 | Pontin’s International Open Series | Джеймс Лидбеттер  | 6–2  |

### Финалы Любительских турниров: 5 (2 победы, 3 поражения)
| Результат  | №  | Год  | Соревнование                               | Соперник в финале | Счёт |
| ---------- | -- | ---- | ------------------------------------------ | ----------------- | ---- |
| Финалист   | 1. | 2001 | English Open                               | Ли Спик           | 0–8  |
| Победитель | 1. | 2006 | Чемпионат мира среди любителей             | Дэниел Уорд       | 11–8 |
| Финалист   | 2. | 2006 | Pontin’s International Open Series, Этап 1 | Мунрадж Пал       | 3–6  |
| Победитель | 2. | 2006 | Pontin’s International Open Series, Этап 5 | Эшли Райт         | 6–3  |
| Финалист   | 2. | 2007 | Pontin’s International Open Series, Этап 8 | Джеймс Макбейн    | 4–6  |